# مزرعه قاسم (خمین)
مزرعه قاسم یک منطقهٔ مسکونی در ایران است که در شهرستان خمین و استان مرکزی واقع شده‌است. مزرعه قاسم ۲۰۱ نفر جمعیت دارد.
از جاذبه های گردشگری این روستا می‌توان به طبیعت زیبا و سر سبز در فصل بهار و تابستان و سنگ‌نگاره های تاریخی در برخی از مناطق روستا اشاره کرد